# Бьёрклунд, Лукас
Лукас Эдвин Бьёрклунд (швед. Lukas Edvin Björklund; род. 16 февраля 2004, Истад, Сконе) — шведский футболист, полузащитник датского «Сённерйюска».

## Клубная карьера
Футболом начал заниматься в клубе «Истад», в котором выступал за детские и юношеские команды, участвовал в Кубок Готии. Затем перешёл в академию «Мальмё», где провёл два года. В сентябре 2020 года перебрался в Италию, где подписал контракт с «Миланом». В итальянском клубе провёл два года, выступая за юношеские команды, в том числе в Юношеской лише УЕФА.
1 сентября 2022 года перешёл в датский «Сённерйюск», с которым подписал контракт, рассчитанный на три года. Первую игру за новый клуб провёл 19 сентября в матче первого дивизиона с «Веннсюсселем». В мае 2023 года получил травму колена на тренировки, в результате чего выбыл почти на год. Вернулся в строй после травмы только в апреле 2024 года и до конца сезона провёл пять матчей. В итоговой турнирной таблице «Сённерйюск» занял первую строчку и вышел в Суперлигу. 21 июля в матче первого тура нового сезона против «Силькеборга» дебютировал в чемпионате Дании, появившись на поле на 60-й минуте вместо Ивана Николова.

## Карьера в сборной
Выступал за юношеские сборные Швеции различных возрастов. В 2024 году был впервые вызван в молодёжную сборную. Дебютировал в её составе 14 ноября в товарищеском матче со сборной Ирландии. Во второй игре с ирландцами, состоявшейся 17 ноября, забил первый мяч за сборную.

## Клубная статистика
| Выступление      | Выступление      | Выступление      | Лига | Лига | Кубки | Кубки | Конт. кубки | Конт. кубки | Итого | Итого |
| Клуб             | Лига             | Сезон            | Игры | Голы | Игры  | Голы  | Игры        | Голы        | Игры  | Голы  |
| ---------------- | ---------------- | ---------------- | ---- | ---- | ----- | ----- | ----------- | ----------- | ----- | ----- |
| Сённерйюск       | 1-й дивизион     | 2023/24          | 20   | 3    | 4     | 0     | 0           | 0           | 24    | 3     |
| Сённерйюск       | 1-й дивизион     | 2024/25          | 5    | 0    | 0     | 0     | 0           | 0           | 5     | 0     |
| Сённерйюск       | Суперлига        | 2024/25          | 15   | 0    | 1     | 0     | 0           | 0           | 16    | 0     |
| Сённерйюск       | Итого            | Итого            | 40   | 3    | 5     | 0     | 0           | 0           | 45    | 3     |
| Всего за карьеру | Всего за карьеру | Всего за карьеру | 40   | 3    | 5     | 0     | 0           | 0           | 45    | 3     |